# 2155 Водан
2155 Водан (2155 Wodan) — астероїд головного поясу, відкритий 24 вересня 1960 року.
Тіссеранів параметр щодо Юпітера — 3,297.
Названо на честь Одіна (ісландською/староскандинавською Óðinn, шведською Oden, старосаксонською Woden, старофранкською Wodan, німецькою Wotan) — найвищого бога пізньої германської та скандинавської міфології.